# Fowey (città)

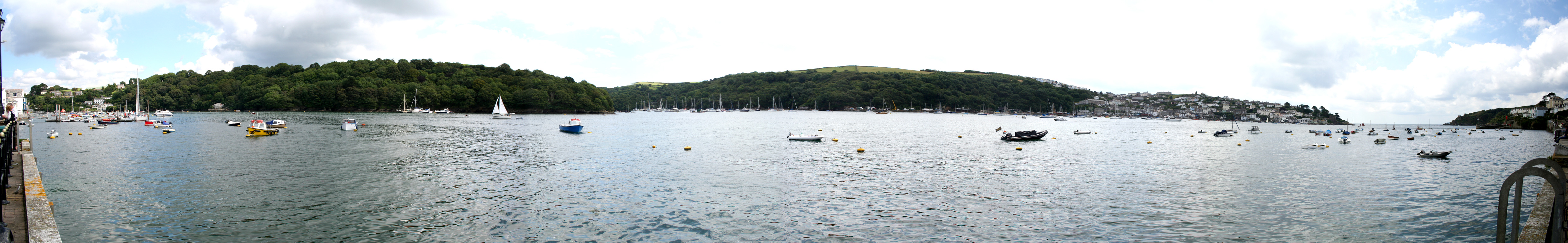
Fowey (Cornovaglia): panoramica del porticciolo sull'estuario del fiume Fowey

Fowey (pron. /ˈfɔɪ/ /; in lingua cornica: Fowydh; 2.200 ab. circa) è una località balneare della costa sud-orientale della Cornovaglia (Inghilterra sud-occidentale), appartenente al distretto di Restormel e situata lungo l'estuario del fiume omonimo, che sfocia sul Canale della Manica.
Si tratta di una delle stazioni balneari più esclusive della Cornovaglia, frequentata soprattutto dalla medio-alta borghesia londinese. Fowey ha anche una lunga tradizione marinara: dalla cittadina partivano infatti, nel XIV secolo, gli attacchi alle coste francesi e spagnole.

## Geografia fisica

### Collocazione
Fowey è situata lungo la sponda occidentale del fiume Fowey, di fronte al villaggio di Polruan, e si trova a nord-est di Mevagissey, a circa 15 km ad est di St Austell e circa 20 km a sud di Bodmin.

## Società

### Evoluzione demografica
Al censimento del 2001, Fowey contava una popolazione di 2.273 abitanti.

## Economia
Un tempo, la principale attività economica di Fowey era il trasporto marittimo del caolino, estratto nei dintorni di St Austell. Ora la risorsa principale della cittadina è il turismo.

## Luoghi d'interesse
Tra i luoghi d'interesse, figura la Chiesa di San Fimbarrus, situata all'ingresso della strada che collegava Fowey a Padstow, nel nord della Cornovaglia

## Fowey in letteratura
Fowey è "protagonista" di vari romanzi di Sir Arthur Quiller-Couch (1863-1944), dove è menzionata come "Troy Town".

Si parla inoltre della cittadina anche nel romanzo Rebecca, la prima moglie, scritto nel 1938 da Daphne du Maurier (1907-1989), che visse a Menabilly, una residenza del luogo appartenuta alla famiglia Rashleigh.

Dette i natali alla brigante Mary Bryant che riuscì, nel 1700, ad essere la prima donna ad evadere dalla nascente colonia penale australiana.

## Galleria d'immagini

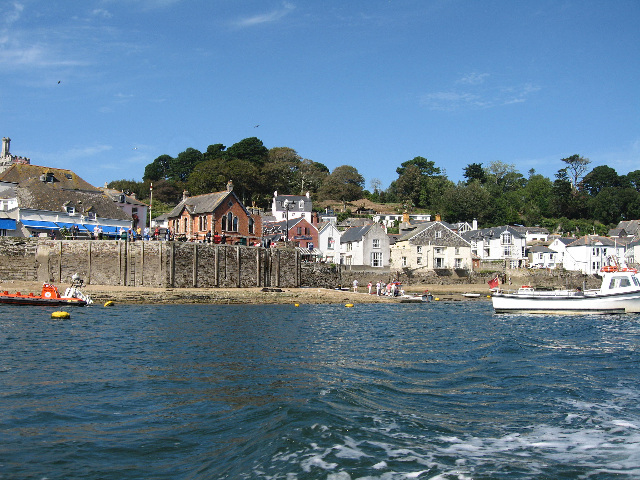
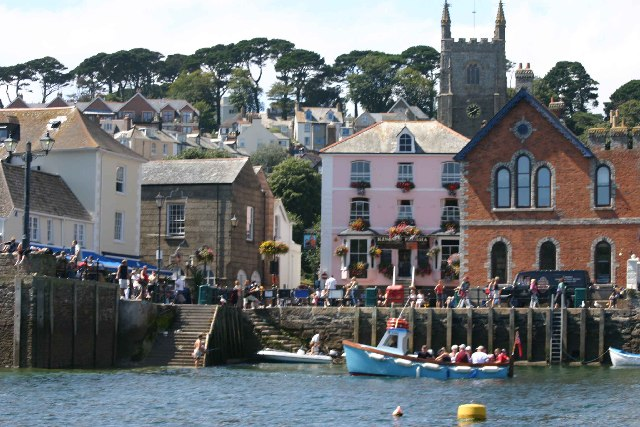
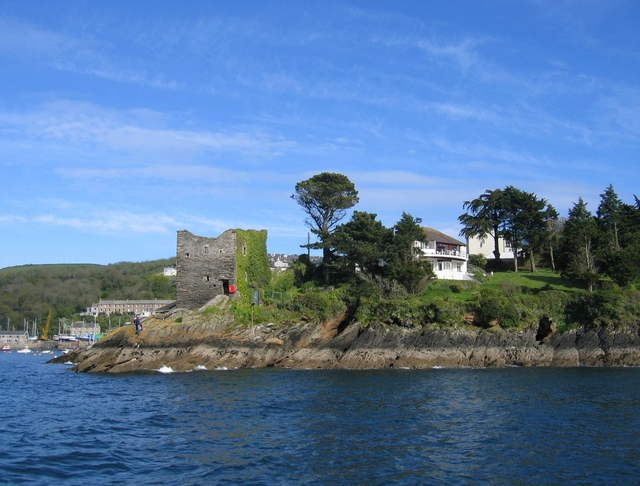
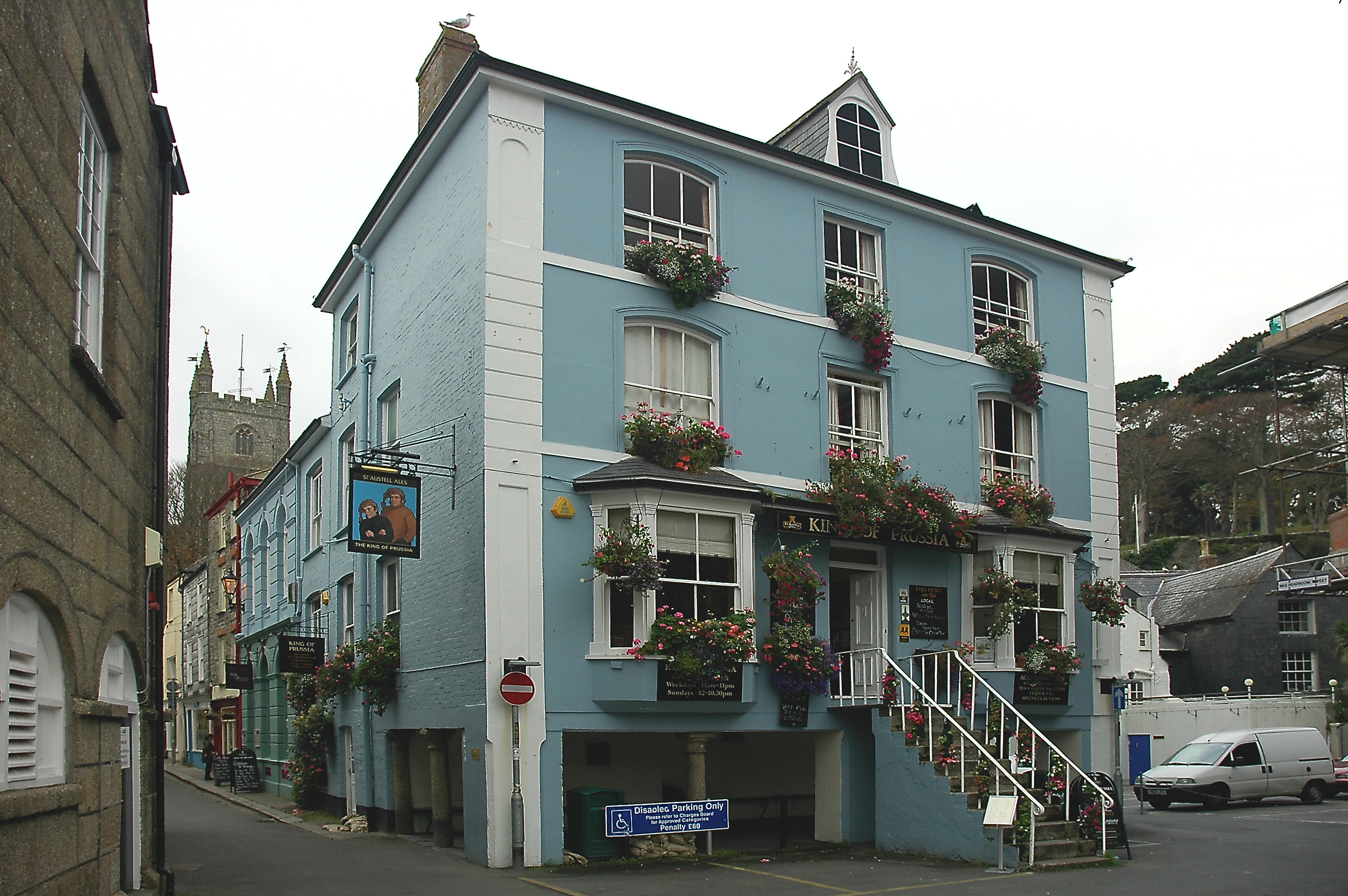
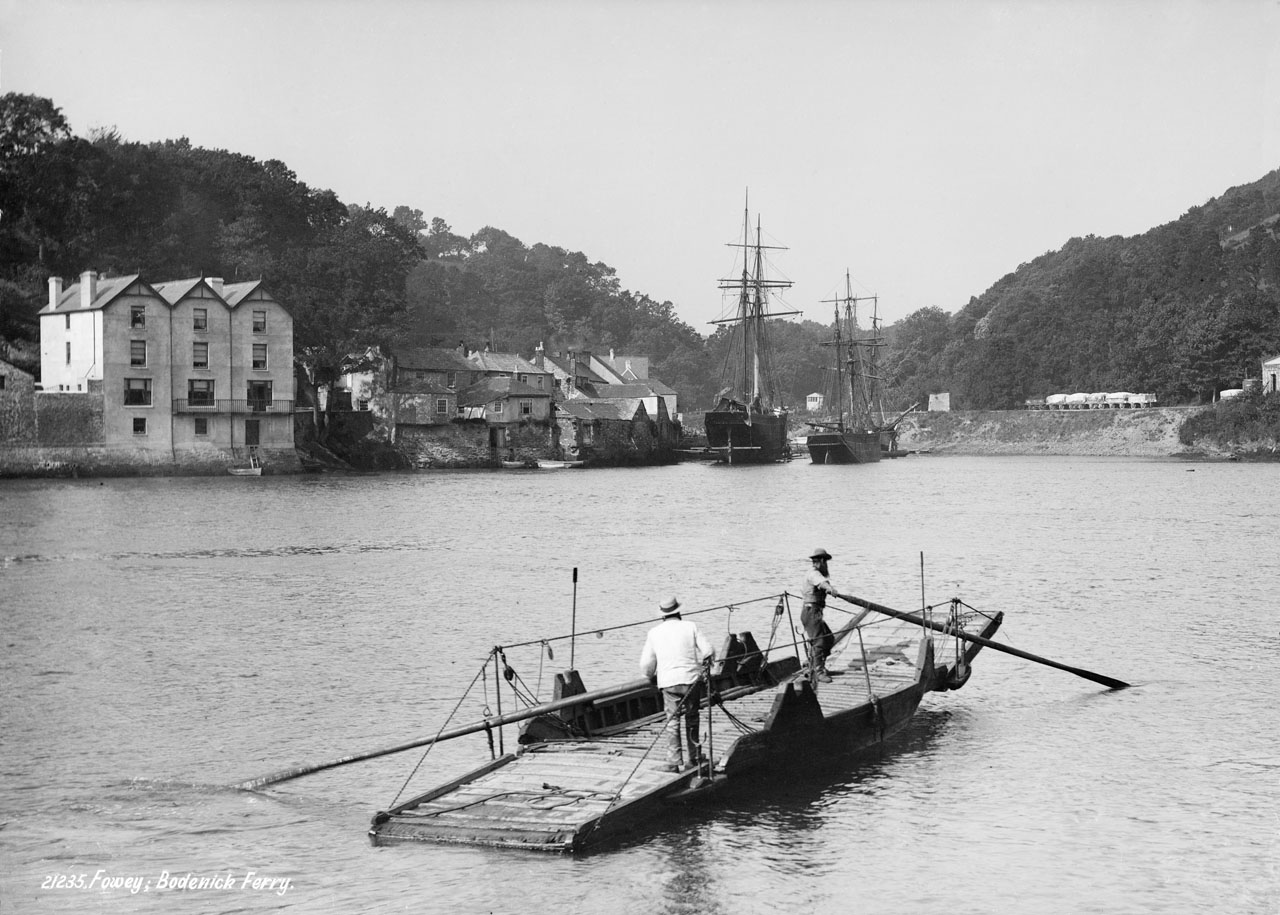
Bodinnick ferry, Fowey, Cornwall (1889).